# 존 헨리 슈워츠
존 헨리 슈워츠(John Henry Schwarz, 1941년 11월 22일 ~)는 미국의 이론물리학자이며, 끈 이론의 창시자 가운데 하나이다.

## 생애
1941년 미국 매사추세츠주 노스애덤스에서 태어났다. 하버드 대학교에서 수학을 전공하여 1962년 졸업하였고, 캘리포니아 대학교 버클리에서 물리학 박사 과정을 수료하여 1966년 졸업하였다. 1966년부터 1972년까지 프린스턴 대학교에서 조교수로 있다가, 캘리포니아 공과대학교로 옮겼다. 오늘날 슈워츠는 캘리포니아 공과대학교 해럴드 브라운 이론물리학 석좌교수(Harold Brown Professor of Theoretical Physics)이다.
슈워츠는 1984년에 마이클 그린과 함께 I종 끈 이론이 일관적이라는 (게이지 변칙을 포함하지 않는다는) 사실을 보였다. 이를 그린-슈워츠 메커니즘(Green–Schwarz mechanism)이라고 한다.